# آئودی فرانت

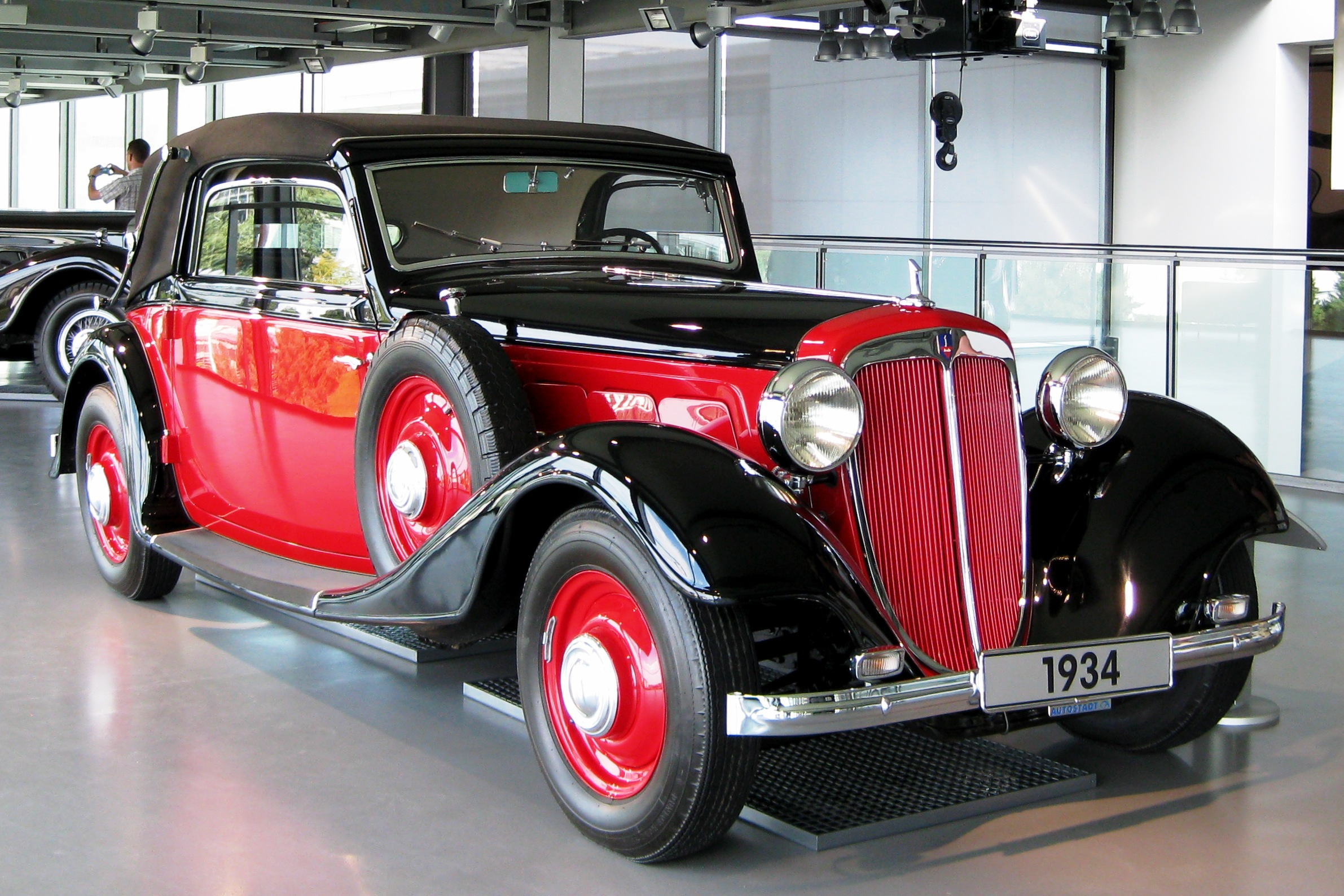

آئودی فرانت (Audi Front) خودرویی است که در سال‌های ۱۹۳۳ تا ۱۹۳۴ (UW ۲۲۰)۱۹۳۵–۱۹۳۸ (UW ۲۲۵)در زویکاو و آلمان تولید شده‌است. طول آن در حالت طبیعی ۴٬۳۷۵ میلیمتر (۱۷۲٫۲ اینچ)، عرض آن در حالت طبیعی ۱٬۶۵۰ میلیمتر (۶۵ اینچ) و ارتفاع آن در حالت طبیعی ۱٬۵۷۵ میلیمتر (۶۲٫۰ اینچ) است.